# 麻省理工斯隆管理學院
麻省理工斯隆管理學院（英語：MIT Sloan School of Management），乃麻省理工學院麾下的五大院校之一，1914年初創於美國麻薩諸塞州之劍橋，爾後以美國通用汽車前任總裁之名創立於1952年，乃今日全球居於領先地位的商學院之一，專精於金融、企業、市場行銷、策略管理、經濟學、組織行為、工業關係、營運管理、供应链管理、資訊科技等的教學和研究。
史隆管理學院提供學士、碩士、博士等學位的頒授以及高階管理教育課程的授課等。麾下所頒授最多的學位是企業管理碩士（MBA），每年有來自60餘國、具深厚學識背景的學生前往深造研習。2009年經英國《金融時報》評鑑，所授工商管理碩士（MBA）課程于2010年排名高居全球第4。

## 另請參見
- 美國商學院列表
- 商學院
- 企業管理碩士
- 艾尔弗雷德·P·斯隆